# 白胸雀鯛
白胸雀鯛（學名：Pomacentrus albiaxillaris），是輻鰭魚綱鱸形目雀鯛科雀鯛屬的其中一種，分布於西太平洋帛琉海域，深度4至15公尺，本魚體呈卵圓形且側扁，體色通常是灰色到藍灰色，鱗片邊緣黑色或深棕色，形成網狀紋，胸鰭腋下兩側白色，背鰭和臀鰭深灰色或黑色，後面有半透明部分；尾鰭呈白色，背鰭硬棘13枚、背鰭軟條12-15枚、臀鰭硬棘2枚、臀鰭軟條13-15枚，體長可達7公分，棲息在珊瑚礁區，以浮游生物為食，繁殖期時成對出現，雄魚會守護卵直到孵化，生活習性不明。